# Ramón Alberto Trejo Noel
Ramón Alberto Trejo Noel (Buenos Aires, 7 de agosto de 1920-Ushuaia, 15 de mayo de 1984) fue un político argentino, primer gobernador del entonces Territorio Nacional de la Tierra del Fuego, Antártida e Islas del Atlántico Sur designado por el entonces presidente de la Nación Argentina, Raúl Ricardo Alfonsín en diciembre de 1983. Cumplió su mandato hasta el 15 de mayo de 1984 en que falleció en un accidente aéreo.

## Biografía
Nació el 7 de agosto de 1920 en Buenos Aires. Contrajo matrimonio con Ofelia Olga Lisa y tuvo tres hijos. Su hijo Luis "Tachi" Trejo, continúa siendo referente activo de la Unión Cívica Radical fueguina.
En la década de 1950 Ramón Trejo Noel se radicó en la ciudad de Río Grande donde se desempeñó como gerente del supermercado La Anónima, más tarde fue coadministrador de una empresa bloquera y desarrolló otras actividades relacionadas con el comercio. Finalmente se dedicó a la empresa de despachos de aduana, actividad que hasta la actualidad continúan sus hijos. Al mismo tiempo comenzó a ejercer activa y apasionadamente su militancia política en la Unión Cívica Radical, siendo éste uno de los motivos que lo convirtieron en el elegido del presidente de la Nación, Raúl Ricardo Alfonsín, para ejercer la gobernación de la isla.

## Gobierno
Al asumir la función pública se encontró con sobrados conflictos con los trabajadores, derivados del último período de la dictadura militar en Argentina. Huelga del sindicato de petroleros privados, paro por tiempo indeterminado del personal de Radio Nacional, paralización de los talleres en E.N.E.T (Actualmente C.P.E.T.) de Río Grande, por falta de herramientas para la enseñanza en esa escuela técnica, conflictos con el gremio docente, con el gremio de la construcción UOCRA, entre otros.
Si bien logró dar solución a esos asuntos, emprendió el camino a la concreción de varios proyectos de desarrollo para la Tierra del Fuego. Un tema de relevancia que lo ocupaba, que hasta la actualidad no ha sido resuelto, fue la implementación de un puente aéreo que uniera la ciudad de Río Grande con la ciudad de Río Gallegos (Provincia de Santa Cruz), evitando así el cruce de fronteras por vía terrestre, y en parte por rutas de la República de Chile donde en el sitio denominado Bahía Azul, operan embarcaciones desde 1968 de la compañía chilena Transbordadora Austral Broom S.A. realizando el cruce marítimo por el Estrecho de Magallanes, hacia el continente.
Fundó el Banco del Territorio, actualmente Banco de Tierra del Fuego.

## Fallecimiento
El gobernador viajó a la ciudad de Buenos Aires, junto a miembros de su gabinete para reunirse con el presidente Raúl Ricardo Alfonsín. Entre los temas de agenda destacaban modificaciones a la ley de Promoción Industrial N.º 19.640, vital para el desarrollo económico de Tierra del Fuego.
El 15 de mayo de 1984, el avión Lear Jet 35 A, perteneciente al gobierno territorial fueguino, despegó de Aeroparque Jorge Newbery de Buenos Aires con destino a Ushuaia, previa escala en la ciudad de Río Grande. 
En aquel momento Tierra del Fuego atravesaba terribles condiciones meteorológicas, un temporal de nieve provocó que el avión perdiera contacto radial, 5 millas antes de aterrizar en la ciudad de Ushuaia . Fue declarado en emergencia y con el transcurrir de las horas no hubo más noticias. Cuando las condiciones meteorológicas mejoraron, se inició la búsqueda a cargo de la Armada Argentina, la Prefectura Naval, la Policía Territorial y Defensa Civil. Así se confirmó la noticia de la caída del avión en aguas del Canal Beagle, frente a la bahía de Ushuaia.
En este accidente aéreo fallecieron 12 personas:
- El gobernador territorial, Ramón Trejo Noel;
- su esposa, Ofelia Olga Lisa;
- el Legislador Territorial, Dr. Ernesto Julio Löffler;
- el Ministro del gobierno territorial, Salud Pública y Acción Social, Roberto Luis Campanella;
- el Ministro de Economía de Tierra del Fuego, Fernando Diego García;
- el Secretario Privado del gobernador, Ricardo Luis Sica;
- el Secretario General, Guillermo Marcilese;
- el Asesor de la Casa de Tierra del Fuego en Buenos Aires, Carlos Alberto Lisa;
- la Asesora de Acción Social, Nora Ormiston;
- el funcionario del Instituto de la Vivienda, Pedro Alberto Altuna;
- el piloto del avión Mario Marconcini;
- el copiloto Rodolfo Pourrain.

El hijo del Gobernador, Luis "Tachi" Trejo, solo realizó el trayecto Buenos Aires - Río Grande. Los doctores Löffler y Notto que aguardaban un vuelo de LADE con destino Ushuaia, fueron invitados por el gobernador a abordar el Lear Jet; Notto desistió de la invitación, Löffler accedió. Pedro Alberto Altuna, que aguardaba el vuelo en el aeropuerto de Río Grande, abordó en esa escala tomando el último asiento disponible en el avión.

## Homenajes
- En homenaje al primer gobernador de Tierra del Fuego en democracia en el país, se colocó un busto de Ramón Trejo Noel en una esquina céntrica de la ciudad de Río Grande, donde todos los años se realiza un acto recordatorio.[5]
- En la ciudad de Ushuaia se realiza un acto en la plaza 25 de mayo cada año.
- Se creó la Comisión Permanente de Homenaje a las Víctimas del Lear Jet, quienes se encargan de organizar los actos recordatorios y las gestiones para imponer los nombres de los fallecidos a calles y edificios.[6]

- El 8 de febrero de 2008 con la presencia de la presidenta Cristina Kirchner y el Ministro Julio de Vido, se impuso al Aeropuerto de Río Grande el nombre de Gobernador Ramón Trejo Noel, ya que era una de las obras impulsadas por él.[7]
- El colegio provincial de la localidad fueguina de Tolhuin, lleva el nombre del desaparecido Gobernador.[8]